# Район Тайхаку
38°16′06″ пн. ш. 140°52′10″ сх. д. / 38.26833° пн. ш. 140.86944° сх. д.
Район Тайхаку (яп. 太白区, たいはくく, МФА: [tai̯haku̥ ku], «Зеленолистий район») — район міста Сендай префектури Міяґі в Японії. Станом на 1 жовтня 2008 площа району становила 228,21 км². Станом на 1 січня 2009 населення району становило 219 929 осіб.